# NK Vatrogasac Zdenci Brdovečki
NK Vatrogasac je nogometni klub iz naselja Zdenaca Brdovečkih. Trenutačno se natječe u Premier ligi NS Zagrebačke županije.

## Povijest
NK Vatrogasac osnovan je 16. veljače 1947. godine u kući obitelji Adamić. Osnovalisu ga nekoliko zanesenjaka među kojima se ističu kao osnivači: Josip Katušić, Josip Vugrin, Slavko Golić, Franjo Čujko, Nikola Adamić, Josip Papić, Stjepan Filipčić i Stjepan Oršić.
Bilo je to vrijeme poslije drugog svjetskog rata kad nije bilo mnogo sredstava ali su ovi ljudi svojim volonterizmom i ljubavlju za nogometom postavili temelje NK VATROGASAC. Kako su mnogi od njih bili vatrogasci tako je i klub dobio ime te ga zadržao sve do današnjih dana te simbolizira povezanost dviju najstarijih društvenih organizacija u selu. Zabilježeno je da je prvi “sponzor” bila Ana Spehnjak poznatija kao “Lojzačka” koja je dala prva sredstva za osnivanje kluba.
Za prvog predsjednika kluba izabran je Stjepan Oršić, za prvog tajnika izabran je Josip Katušić, a za prvog blagajnika izabran je Stjepan Filipćić. Klub je bio prvenstveno klub sela Zdenci Brdovečki i njegov najbolji prezentant u bližoj i daljnjoj okolici pa čak i izvan granica naše domovine. Kao prvi nastup spominje se utakmica u Drenju, na žalost do danas nije sačuvan rezultat prve utakmice ali je poznata prva jedanaestorica:
Lepesić Vinko, Čujko Franjo, Katušić Josip, Katušić Franjo, Prelec Franjo, Adamić, Filipčić, Katušić D., Golić Slavko, Čujko M., Vugrin Josip.
Prvo igralište nalazilo se u “Prudicu” i tamo se igralo do 1960. godine kada je izgrađeno igralište kraj društvenog doma gdje se i danas nalazi.
U tom period od 1947. do 1960. godine dogodile su se mnoge važne stvari za razvoj kluba. Prvo su se odigravale prijateljske utakmice s našim susjednim klubovima: Nk Sava Drenje, Nk Bratsvo Savski Marof, Nk Crvena Zvijezda Laduč, Nk SRP Brdovec i Nk Zaprešić. Posebno su bili popularni turniri poslije kojih bi bile organizirane zabave od kojih su se namicala sredstva za dresove, lopte, kopačke i druge potrebe. Do 1957. natječemo se u Varaždinskom Nogometnom Podsavezu s promjenjivim uspjehom ali češće pri vrhu tablice nego pri dnu. 1953. godine postignut je jedan od najboljih plasmana u povijesti kluba osvojeno je drugo mjesto. Od 1957. godine igramo u Zagrebačkom Nogometnom Podsavezu počevši u 1. razredu. Ta sezona važna je i zbog osnivanja juniorske momčadi (tzv. “Zdenčanske bebe”), Dragutin Adamić i Branko Slatković bili su prvi voditelji. Ispostavilo se je da je ta generacija juniora bila okosnica svih uspjeha našeg kluba u šeztedestim godinama. Jedna od zanimljivosti vezana uz osnivanje juniorske momčadi je kako su svi juniori od kuće morali donijeti gumirane đonove Nikoli Katušiću starijem koji je od njih izradio “štople” za kopačke.
Igrači koji su obilježili ovo prvo razdoblje do šeztedsetih bili su: Lepesić (Roks), Mužar (Zet), Josip Vugrin (Pelaš), Slavko Golić (Slava), Nikola Vugrin (Mićo), Franjo Katušić (Katus), Alojz Katušić (Oblak), Stjepan Jandrašek, Rudolf Olovec, Pavao Olovec, Josip Golić (Daps), Franjo Orsag(Maknek), Nikola Prelec (Citač), Ivan Švec (Petrek), Franjo Prelec (Frajer), Pavao Filipčić (Pajo), Zvonko Šoštarić, Stjepan Galić (Rebeš), Stjepan Ribarić, Petar Kolar i drugi. Treneri koji je obilježio to razdoblje bili su Zdenko Eržišnik i Marijan Hmeljnjak, a od sportskih djelatnika uz već navedene osnivače kluba treba spomenuti Nikolu Katušića mlađeg, Dragutina Katušića i Tomislava Šekrsta.
Igrači našeg kluba bili su reprezentanti ne samo našeg sela već i općine, nekad Zaprešića, a sada Brdovca. Tako su na 27.07.1953g. otvorenju igrališta u Savskom Marofu za reprezentaciju tadašnje općine Zaprešić, koja je igrala s NK Dinamo Zagreb, nastupili Pavao Filipčić, Slavko Golić, Drago Ribarić, Josip Golić i Rudolf Olovec. Jedini zgoditak za reprezentaciju Zaprešića na toj utakmici postigao je Pavao Filipčić (Pajo)koji je tada bio i kapetan, a krajnji rezultat je bio 1 : 15. Dinamo je tada nastupio s Cimermančićem, Čončem, Čajkovskim, Horvatom i kasnije u sezoni 1953/54 postao prvak države.
Krajem 1959. godine i početkom 1960. godine intenzivno se radi na izgradnji novog igrališta. Treba spomenuti da je igralište izgrađeno isključivo radom igrača I aktivista kluba na volonterskoj bazi i da je samo po sebi bilo veliki poduhvat naših mještana koji su sve radove izvodili ručno bez neke mehanizacije. Prva utakmica na novom igralištu odigrana je 04.07.1960. protiv Šparte iz Vrapča. U periodu od 1950. do 1961. svlačionice su se nalazile u podrumu (pevnici) kuće Nikole Adamića gdje je oružarka bila Nada Adamić, da bi kasnije bile uređene u društvenom domu. Šezdesete godine s pravom zovemo zlatne godine N.K. Vatrogasca. U tom periodu postizani su najveći rezultati u povijesti kluba i nogomet u Zdencima je bio mnogo više od igre, bio je strast. O popularnosti nogometa u Zdencima i privrženosti mještana uz svoj klub najbolje oslikava jedan izvještaj iz Sportskih Novosti iz 1968. Godine gdje se govori da na gostovanje s nogometnom momčadi odlazi cijelo selo, tek ostaju dvojica da čuvaju selo od požara i provalnika, naravno ta dvojica su najnesretniji ljudi u selu i određuju se ždrijebom. Ovdje je novinar malo pretjerao ali ne previše, bila je to sjajna generacija zdenčanskih mladića u sljedećem sastavu: Ribarić Drago (Draga), Orsag Josip (Osica), Papić Slavko (Slava), Ribarić Vlado (Jovac), Vugrin Ernest (Erno), Hulina Mirko (Mićo), Spehnjak Franjo (Đentek), Golić Zvonko (Noko), Filipčić Zvonko (Munđar), Adamić Branko (Bonika), Matasić Tugomir (Cina).
Počelo je s juniorskom momčadi 1960. godine koja igra u finalu kupa Hrvatske s Varteksom iz Varaždina 2:2 i gubi na jedanaesterce, a kulminacija uspjeha bila je krajem šezdesetih. Ovdje treba spomenuti igrače koji su bili poveznica između kraja pedesetih i početka šezdesetih a trajali su gotovo 15 godina obilježivši to razdoblje i bili su spona s navedenom generacijom: Petar Kolar (Pera), Pavao Filipčić (Pajo), Drago Ribarić (Draga), Vlado Ribarić (Jovac), Franjo Spehnjak (Đentek),Stjepan Ostreš (Pican) i Josip Orsag (Osica). U ovom razdoblju natjecali smo se u 1. razredu Zagrebačkog Nogometnog Saveza čiji smo prvaci bili u natjecateljskoj godini 1967/68. i ulazimo u 1. Zagrebačku ligu. Te godine Branko Adamić (Bonika) je bio najbolji strijelac lige, a pamte se i prepričavaju nezaboravni nastupi Tugomira Matasića (Cine). 1968. godine igramo s N.K. Dinamo Zagreb u finalu kupa ZNS-a, a godinu dana kasnije u polufinalu istog natjecanja zaustavlja nas NK Lokomotiva Zagreb. 1969. Godine kao jedini predstavnik nekadašnje općine Zaprešić u 1. Zagrebačkoj ligi zauzimamo 4. mjesto u vrlo kvalitetnoj konkurenciji zagrebačkih klubova. 28.03.1968 bit će zapamćena i po prijateljskoj utakmici s prvom momčadi N.K. Hajduk iz Splita koja je odigrana na igralištu u Zaprešiću. Završilo je pobjedom Hajduka 5 : 0 ali ostat će u pamćenju prvo poluvrijeme kad je pružen sjajan otpor kasnijem prvaku bivše države.
U ovom razdoblju uz već spomenute igrače treba istaknuti sljedeće igrače: Mirko Papić (Handor), Branko Adamić (Ban), Marijan Katušić (Toro), Zvonko Spehnjak (Smilek), Silvio Kranjec (Silvo) Stjepan Čujko, Josip Vugrin (Kujo), Branko Čujko (Jašin), Dragutin Čujko (Đaja) i drugi. Sportski djelatnici koji su vodili klub u ovom razdoblju su bili: Josip Katušić, Nikola Vugrin (Seveda), Ruda Olovec, Nikola Adamić, Dragutin Adamić i Slavko Golić. Legendarni trener ali i organizator/animator bio je Milan Miletić popularni “Brico”.
Sedamdesete godine počele su vrlo dobro i sve do sredine sedamdesetih zadržavamo mjesto u 1. Zagrebačkoj ligi kad ispadamo i dolazi do reorganizacije tako da se dalje natječemo u 2. Zagrebačkoj ligi. Pomalo dolazi do smjene generacija i palicu tradicije preuzimaju sljedeći igrači: Stjepan Vugrin (Sivi), Milivoj Đorđević (Đoko), Vlado Šekrst (Šeki), Stjepan Vugrin (Čos), Stjepan Finkranz (Fini), Vlado Debeljak (Tujo), Juraj Čujko (Đuro), Zlatko Švec (Latan), Josip Keresman (Kera), Ivan Krčelić (Kobas), Ivan Svalina (Svaljo), Stjepan Jakovina (Lajoš), a od mlađih pridodaju se Marijan Prelec (Maro), Željko Prelec (Pejo), Branko Filipčić (Šulo) i Zdravko Orsag (Bajgo). U ovom period zabilježeni su uspjesi posebno u natjecanju općinskog kupa Zaprešić koji osvajamo treći puta u Luki te osvajamo prijelazni pehar u trajno vlasništvo. Treba napomenuti da krajem sedamdesetih nogomet gubi onu amatersku i volontersku osobinu te sve više do izražaja dolaze materijalni i organizacijski uvjeti pa manje sredine, kao što je naše selo, sve teže prate ovaj trend jer nije više dovoljan samo talenat igrača. Unatoč svemu u našem klubu i dalje na volonterskoj bazi rade sportski djelatnici zanesenjaci poput Branka Adamića (Ban), Josipa Prelca (Šuri), Rudolfa Olovca, Stjepana Slatkovića (Hrkan) trenera Slavka Golića i Ernesta Vugrina u dvostrukoj ulozi igrača/trenera.  Ovo razdoblje obilježio je oružar Marko Maleković koji je s obitelji i živio u dijelu prostorija kluba. 1970. godine organizirane su dvije prijateljske utakmice s Olimpijom iz Vodica preko zajedničkog igrača Silvija Kranjeca.
Osamdesete godine su godine pada i dizanja prve momčadi od 2. Zagrebačke lige do Općinske lige 1984/85 pa nazad u Međuopćinsku ligu u kojoj se natječemo do početka domovinskog rata. U to vrijeme važno je spomenuti uspjeh juniorske momčadi u 1981. godini gdje se gubi u finalu kupa Hrvatske od Jedinstva iz Jankomira. Odigrana je I prijateljska utakmica s NK Zagreb povodom 35-godišnjice kluba, a rezultat je bio 1:7, jedini zgoditak postigao je Zdravko Katušić (Šuft). 1982. godine pod vodstvom Ernesta Vugrina osniva se i pionirska momčad NK Vatrogasac. Ta godina ostat će u pamćenju po izvrsnom proljeću u kojem je klub izgubio samo jednu utakmicu u Laduću i bio hit prvenstva. Trener koji je vrlo zaslužan za navedeni uspjeh bio je Zlatko Živković. Igrači koji su obilježili ovo razdoblje su: Krešo Jandrašek (Jaroš), Anđelko Vugrin (Ana), Veljko Črepić (Veljo), Vlado Filipčić (Vlada), Josip Magdić (Max), Marijan Prelec (Maro), Dragan Đorđević (Cole), Damir Šekrst (Šeki), Željko Prelec (Pejo), Marinko Lončar (Bibo), Rinaldo Vugrin (Škic)- (proglašen igračem utakmice finala kupa protiv Jugokeramike današnjeg Intera), Damir Samaržija (Šlemso), Zdravko Orsag (Bajgo-Osa), Goran Svalina (Japanac), Zdenko Šivak (Sivi), Tihomir Borovec (Biha), Velimir Ševo (Garo), i drugi. I dalje u klubu rade vrijedni sportski djelatnici volonteri: Branko Adamić (Ban), Josip Prelec (Šuri), Drago Adamić (Tikač), Stjepan Vugrin (Seveda), Josip Orsag (Osa), Stjepan Slatković (Hrkan), Ivan Črepić (Bivec), Vlado Šekrst (Šeki), dok su treneri bili uz već navedenog Zlatka Živkovića, Zvonko Golić (Noko), Drago Dumbović i Luka Žerjavić.
Domovinski rat obilježio je devedesete godine u cijeloj Hrvatskoj pa tako i u Zdencima. Angažman, misli i pažnja nisu bile usmjerene prema nogometu nego prema obrani naše domovine. Mnogi igrači i sportski djelatnici kluba bili su mobilizirani i kao dragovoljci učestovali su u domovinskom ratu, a jedan od njih dao je i život u obrani domovine. To je bio Ivan Krčelić (Kobas) dugogodišnji igrač i voditelj juniorske momčadi, koji na žalost nije ostvario svoj san da živi u slobodnoj Hrvatskoj.
08.03.1992. godine odigrana je prva utakmica u slobodnoj i samostalnoj Republici Hrvatskoj NK Vatrogasac i NK Polet iz Svete Klare koja je završila pobjedom 5 : 0.Izgrađeno je i malonogometno igralište.To kao da je bio uvod u sjajan niz gdje iz 2. Zagrebačke lige napredujemo konstantno do 1996. godine kad se natječemo u III Hrvatskoj nogometnoj ligi grupa središte. Sezonu 1992. završavamo na drugom mjestu i ulazimo u 1. Zagrebačku ligu. 1994. godine kao treće plasirana momčad ulazimo u IV HNL “regiju” gdje se natječemo s klubovima iz Pregrade, Zlatara sve do Karlovca. Treba spomenuti da smo klub iz daleko najmanje sredine u tom rangu natjecanja, ovo “Najmanje“ se nikako ne odnosi na tradiciju i talenat nego na broj stanovnika. U sezoni 1995/96 ulazimo u III HNL grupa središte. Igrači koji su obilježili ovo razdoblje su: Enver Garibović (Garib), Mario Maleković (Gis), Zoran Maleković (Zok), Marijan Prelec (Maro), Rinaldo Vugrin (Škic), Mladen Slatković (Sivi), Alen Prelec (Šari), Damir Večerić (Večko), Zlatko Vugrin (Gač), Damir Samaržija (Šlemso), Zdravko Orsag (Osa), Stjepan Puščak i drugi. I dalje neumorni sportski djelatnici uz doajene Josipa Orsaga i Ernesta Vugrina tu su Darko Vnuk, Zvonko Golić, Dražen Komar, Kruno Adamić- koji 1992. godine osniva i vodi momčad mlađih pionira, Zdravko Katušić i Vlado Šekrst. Treneri su bili Darko Dumbović, Zlatko Živković i Stjepan Puščak.
1994 godine NK Vatrogasac prvi puta gostuje preko granice naše domovine u Italiji u prekrasnom gradiću Palmanovi gdje gubi u prijateljskoj utakmici od četvrtoligaša Italije s 4:1 ali ostavlja vrlo dobar dojam. Najveće zasluge za organizaciju navedene utakmice ima Dražen Komar. Te iste godine ugošćujemo NK Croatia iz Zuricha klub naših radnika u Švicarskoj u kojem igra i naš mještanin Dušan Orsag. Utakmica završava rezultatom 1:1.
1997. godine Damir Šekrst, Ivan Brico, Dražen Komar i Ernest Vugrin baš na 50-godišnjicu kluba osnovali su veterane pod nazivom NK Zdenci kao da su se kroz odabir tog imena htjelo reći da NK VATROGASAC i mjesto Zdenci jedno te isto.
Od 1997. godine slobodno nazivamo godinama mladih u našem klubu gdje se mnogo veća pažnja posvećuju radu s mlađim uzrastima kao primarna djelatnost kluba, a isto dolazi do smjene generacija u rukovođenju i trenerskom kadru. Tako smo bili prvi klub u “Savskoj dolini” koji osniva kategoriju limača u sezoni 2002/03. Postignuti rezultati u mlađim uzrastima opravdavaju takav pristup. Juniori su 3 puta prvaci lige mladeži NS Zaprešić, Pioniri su 2 puta prvaci istog natjecanja, a limači jednom. Treneri i voditelji mlađih uzrasta koji su najzaslužniji za ovako dobre rezultate su Marijan Prelec, Damir Šekrst, Alen Prelec, Rinaldo Vugrin, Ivica Čujko, Damir Samaržija te Dean Vugrin koji postaje trener seniorske momčadi. Prva momčad je s više ili manje uspjeha igrala u 1. županijskoj ligi. Igrači koji su obilježili ovo razdoblje uz već spomenute Maria i Zorana Malekovića, Ivica Čujko, Ivica Jurčec, Danijel Katušić, Robert Andročec, Renato Tucman, Ivan Šimunić, Damir Pranjić, Nikola Prskalo, Josip Barukčić, Josip Matić.
Treneri u ovom razdoblju uz legendarnog Živkovića su još Vlado Komar, Marijan Prelec, Marijan Senčar. Sportski djelatnici koji su obilježili ovo razdoblje su Mladen Maleković (Buki), Joso Baričević, Darko Vnuk, Ivan Kožul, Alen Postonjski, Damir Kupinić, Vlado Sverić, Bruno Papić te neizostavni Vlado Šekrst. Za spomenuti je da su novi mještani došli za vrijeme i nakon domovinskog rata prepoznali NK Vatrogasac kao stjecište kvalitetnog rada s mladima i uključili se u njegov rad. Klub vrlo dobro surađuje sa svim klubovima u okruženju, a posebno s rukovodstvom NS Zaprešić u čijim akcijama u potpunosti i aktivno sudjeluje.
2003.godine na iniciranje Ernesta Vugrina,Mirka Papića i Alena Prelca te uz pomoć Mjesnog odbora,Stjepana Jularića i tadašnjeg načelnika opčine Brdovec Mladena Debeljaka krenulo se u izgradnju novog sportskog doma.
2009.godine na čelo kluba dolazi Dražen Komar,te pod njegovim vodstvom seniorska momčad osvaja 1. mjesto i samim time plasman u Jedinstvenu županijsku ligu.Ulaskom u višu ligu bilo je potrebno i poraditi na boljim uvjetima što se tiće samog igrališta.Tako je u ljeto 2010.počela rekonstrukcija igrališta u kojoj je izmiješteno igralište,postavljena nova ograda te postavljene nove kućice za rezervne igrače,a novi sportski dom već je bio pod krovom.Već tada naš sportski centar poprimio je zavidne obrise što su i prepoznali prvoligaši Lokomotiva,Inter i Karlovac koji su na našem igralištu odigrali prijateljske utakmice.
2013.godina mogla bi se i nazvati povijesna za naš klub jer smo te godine nakon deset godina mukotrpnog rada i odricanja a uz veliku pomoć općine Brdovec i načelnika Alena Preleca te Ernesta Vugrina, Mirka Papića i Stjepana Jularića ostvarili dugogodišnji san–useljenje u novi sportski dom. Seniorska ekipa je stabilan član Jedinstvene županijske lige, a podmladak se uspješno natječe u ligama i turnirima diljem Zagrebačke županije.
U proljeće 2017.godine krenulo se u izgradnju neophodnog pomoćnog igrališta. Manji dio zemlje otkupljen je još 1997. od gospodina Franje Spehnjaka, a veći dio zemlje je dobiven na korištenje od gospodina Mate Matića, kojem se i ovom prilikom zahvaljujemo.
Igrači koji su obilježili ovo razdoblje:
Ivo,Nikola i Anto Prskalo,Dominik i Matija Šekrst,Marijan i Marko Pažin,Pavo Šarić,Josip Prelec,Domagoj Vugrin,Marko Samaržija,Darko i Antonio Horvat,Filip Lučić,Matija Sverić,Ivan Šavorić-Vuk,Matteo Orsag,Fran Papić,Duško Ostojić i Krešimir Merkl.
Treneri u ovom razdoblju koji su ostavili trag su:Davor Orsag,Marijan Pažin,Goran Ostojić i Ante Ćorak
Sportski djelatnici koji su obilježili ovo razdoblje:
Dražen Komar,Bruno Papić,Vlado Šekrst,Marinko Mužar,Ivan Jurčec,Ivica Zlodi,Dean Vugrin,Mario Maleković,Robert Andročec,Zvonko Šoštarić,Vlado Sverić,Zdravko Orsag i Danijel Katušić.
U ovih sedamdeset godina postojanja kroz klub su prošli svi naraštaji mjesta Zdenci i ostavili neizbrisiv pečat u Zagrebačkom nogometu te u nogometu Zagrebačke županije.Uz nogometne rezultate i sportsku kulturu klub je bio središtem i organizatorom mnogih kulturnih i društvenih manifestacija.Dugogodišnji je uspješni organizator raznih turnira i član redovitih natjecanja.
Rubrika NAJ!!!!
Najveći uspjesi kluba:
➢ Drugo mjesto u Varaždinskom nogometnom podsavezu 1953/54
➢ Prvaci Zagrebačkog nogometnog podsaveza 1967/68
➢ Prvo mjesto u 1. Zagrebačkoj ligi (IV HNL) najbolji plasman kluba iz općine Brdovec 1993/94
➢ Finale kupa ZNS-a s NK DINAMO Zagreb 1968.
➢ Polufinale kupa ZNS-a s NK LOKOMOTIVA 1969.
➢ Finale juniorskog kupa Hrvatske s NK VARTEKS 1960.
➢ Finale juniorskog kupa Hrvatske s NK JEDINSTVO 1982.
➢ Prvaci 1. županijske lige 2010.
Najbolji igrači ponikli u NK VATROGASAC:
1. Franjo Katušić
2. Slavko Golić
3. Pavao Filipčić
4. Petar Kolar
5. Franjo Orsag
6. Drago Ribarić
7. Vlado Ribarić
8. Franjo Spehnjak
9. Branko Adamić
10. Mirko Hulina
11. Ernest Vugrin
12. Zvonko Golić
13. Zdravko Orsag
14. Marijan Prelec
15. Rinaldo Vugrin
16. Zlatko Vugrin
17. Alen Prelec
18. Mladen Slatković
19. Damir Samaržija
20. Ivica Čujko
21. Robert Andročec
22.
Najzaslužniji treneri:
1. Zdenko Eržišnik
2. Milan Miletić
3. Slavko Golić
4. Ernest Vugrin
5. Zlatko Živković
Najzaslužniji oružari:
o Nada Adamić, oružarka više od 10 godina u vlastitom podrumu gdje su se ujedno nalazile i svlačionice
o Marko Maleković oružar oko 10 godina, živio u sdašnjim prostorijama kluba
o Dragica Šestan oružarka više od 5 godina
o Stjepan Mužar oružar vise od 5 godina
Najistaknutiji sportski djelatnici:
1. Josip Katušić
2. Slavko Golić
3. Nikola Adamić
4. Josip Papić
5. Josip Vugrin
6. Drago Katušić
7. Nikola Vugrin
8. Nikola Katušić
9. Stjepan Maleković
10. Rudolf Olovec
11. Dragutin Adamić
12. Branko Adamić (Ban)
13. Josip Prelec
14. Josip Orsag
15. Ernest Vugrin
16. Stjepan Slatković
17. Vlado Šekrst
18. Alen Prelec
19. Bruno Papić
Najzapaženiji sudac: Dražen Komar sudac 1. HNL (odsudio 17 prvenstvenih i 4 kup utakmice 1. HNL)
Najzapaženiji delegat. Kruno Adamić-Golić delegat 1. HNL

## Vanjske poveznice
- Profil, HNS Semafor
- Podatci na stranicama NK Maksimir  Arhivirana inačica izvorne stranice od 4. ožujka 2016. (Wayback Machine)
- Podatci na poslovna.hr